# Frostvikens församling
Frostvikens församling är en församling i Norra Jämtlands kontrakt i Härnösands stift. Församlingen ingår i Strömsunds pastorat och ligger i Strömsunds kommun i Jämtlands län i Jämtland.

## Administrativ historik
Församlingen bildades 1842 genom en utbrytning ur Föllinge församling, och tillhörde före 1746 Ströms församling.
Församlingen var till 1 maj 1861 annexförsamling i pastoratet Föllinge, Frostviken och Frostvikens lappförsamling. Från 1 maj 1861 till 1942 moderförsamling i pastoratet Frostviken och Frostvikens lappförsamling. 1942 införlivades Frostvikens lappförsamling, och församlingen utgjorde därefter till 2018 ett eget pastorat. från 2018 ingår församlingen i Strömsunds pastorat.

## Kyrkor
- Gäddede kyrka
- Ankarede kapell
- Sjoutnäsets kapell
- Vikens kapell.

## I media
År 1942 producerades dokumentärfilmen Från sjöar, skogar och fjäll av Kyrkliga filmbyrån i Diakonistyrelsen om församlingen.